# Lulworth Cove

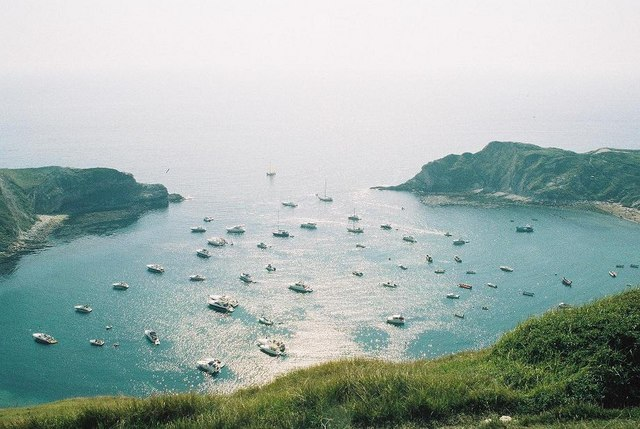
La ensenada vista desde el norte

Lulworth Cove es una pequeña cala o ensenada del Reino Unido localizada cerca de la localidad de West Lulworth, en el tramo de la costa Jurásica, en el condado de Dorset, Inglaterra. Constituye uno de los mejores ejemplos de dicho accidente geográfico en todo el mundo y es además un importante destino turístico con más de un millón de visitantes por año. Su importancia turística se ve acentuada por el hecho de que se encuentre cerca de un arco natural de piedra caliza conocido como Durdle Door, así como también de otros puntos importantes de la Costa Jurásica. En esta ubicación se especula entre la población que hay un navío encallado del cual existe un tesoro.
- Datos: Q953935
- Multimedia: Lulworth Cove, Dorset / Q953935